# Louis Le Pelletier
Pour les articles homonymes, voir Le Pelletier.
Dom Louis Le Pelletier (1663, Le Mans - 1733, Landévennec) est un linguiste breton.
Il devient religieux à Saumur et suit la règle de Benoît de Nursie. Il se fait remarquer par son aptitude pour l’étude des langues et mit à profit son séjour dans l’abbaye Saint-Mathieu de Fine-Terre pour s’appliquer à bien connaître la langue bretonne (le breton).

## Publications

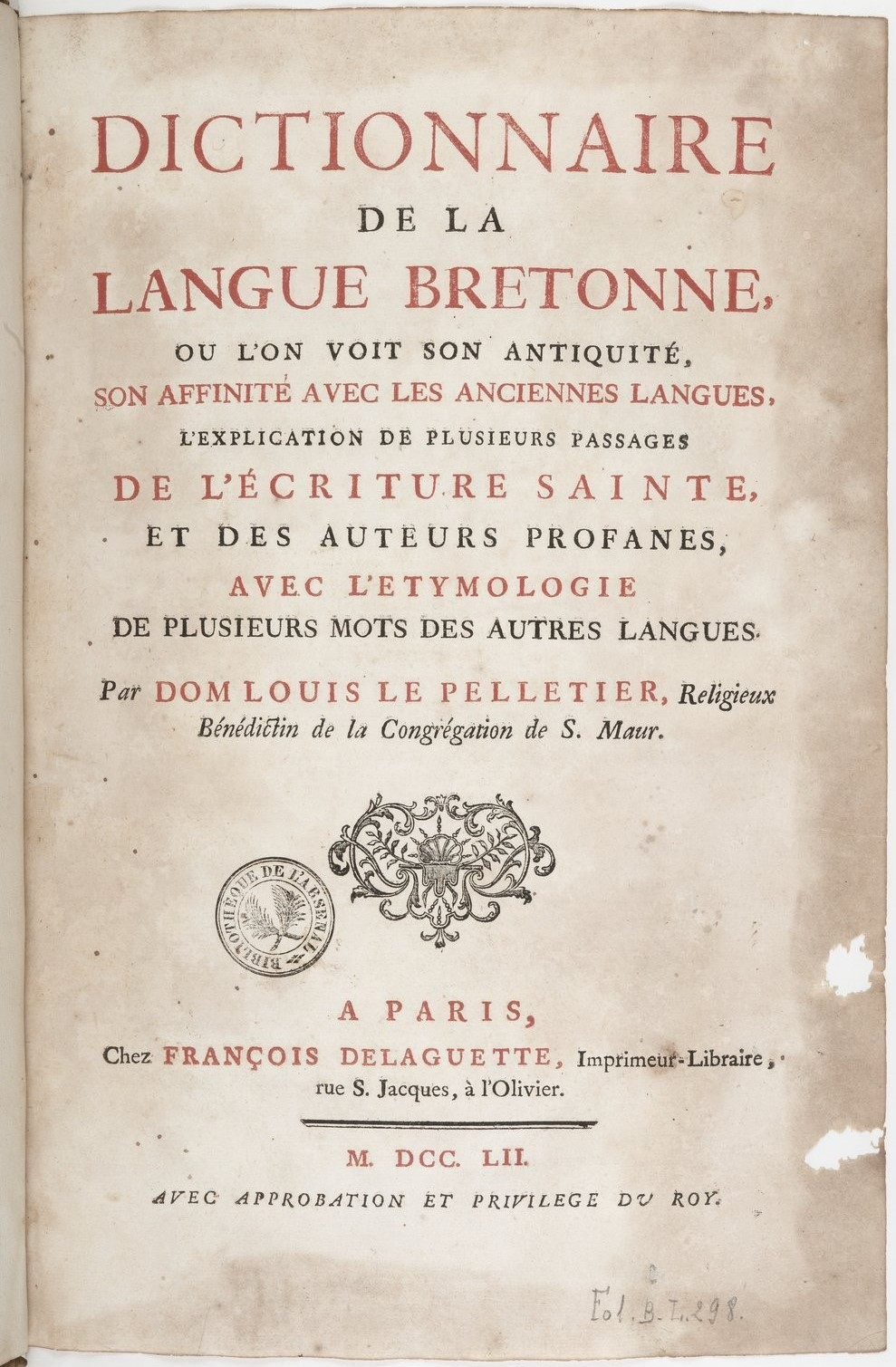
première édition du dictionnaire étymologique de la langue bretonne de Le Pelletier.

Il consacre 25 années à la composition de son dictionnaire étymologique de la langue bretonne, fruit de recherches immenses, auquel coopéra Roussel de Léon, qu’il appelait son oracle. Il compare les mots armoricains à ceux du pays de Galles en utilisant le Dictionnaire de Davies. Pour l’étymologie, il cite les mots hébreux et grecs.